# Bundesamt für äußere Restitutionen
Das Bundesamt für äußere Restitutionen (BAR) ist eine deutsche Bundesoberbehörde im Geschäftsbereich der Beauftragten der Bundesregierung für Kultur und Medien mit Sitz in Koblenz. Ihre Aufgabe ist die Restitution von Raubkunst.

## Rechtsgrundlage und Aufgaben

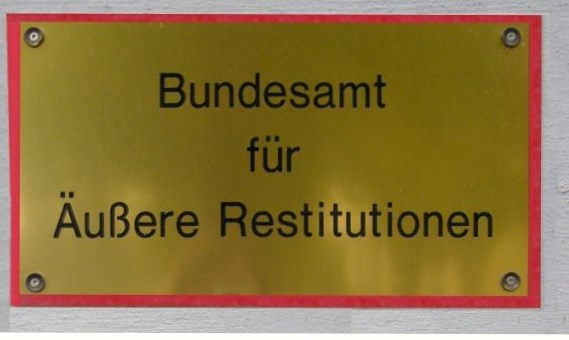
Türschild des Bundesamtes in Koblenz

Das Bundesamt wurde 1955 gegründet und hatte anfangs seinen Sitz in Bad Homburg vor der Höhe. 1999 verlagerte es seinen Sitz nach Koblenz, 2001 folgten die Unterlagen. Die Rechtsgrundlage bildete völkerrechtlich der Überleitungsvertrag zwischen der Bundesrepublik Deutschland und den drei Westmächten. In dessen fünftem Teil, Artikel 1 heißt es:

„Mit Inkrafttreten dieses Vertrages wird die Bundesrepublik eine Verwaltungsdienststelle errichten und ausstatten, die nach den in diesem Teil und im Anhang dazu enthaltenen Bestimmungen nach Schmucksachen, Silberwaren und antiken Möbeln (sofern die einzelnen Gegenstände einen erheblichen Wert haben) sowie nach Kulturgütern zu forschen, sie zu erfassen und zu registrieren hat, falls diese Gegenstände und Kulturgüter während der Besetzung eines Gebietes von den Truppen oder Behörden Deutschlands oder seiner Verbündeten oder von deren einzelnen Mitgliedern (auf Befehl oder ohne Befehl) durch Zwang (mit oder ohne Anwendung von Gewalt), durch Diebstahl oder Requisition oder andere Formen erzwungener Besitzentziehung erlangt und aus diesem Gebiete entfernt worden waren.“

Der Anhang zum fünften Teil lautet auszugsweise:

„§ 1 (1) Die Bundesregierung wird die in Absatz (1) des Artikels 1 des vorstehenden Teils vorgesehene Verwaltungsdienststelle als Bundesoberbehörde errichten.“

In der Bekanntmachung durch die Bundesminister des Auswärtigen und der Finanzen heißt es:

„Gemäß § 1 des Anhangs zum Fünften Teil des Vertrags zur Regelung aus Krieg und Besatzung entstandener Fragen – Überleitungsvertrag – (in der gemäß Liste IV zu dem am 23. Oktober 1954 in Paris unterzeichneten Protokoll über die Beendigung des Besatzungsregimes in der Bundesrepublik Deutschland geänderten Fassung – Bundesgesetzblatt 1955 II S. 301, 405) in Verbindung mit Artikel 1 Abs. 1 des Fünften Teils des Vertrags ist als Bundesoberbehörde das Bundesamt für äußere Restitutionen errichtet worden. Es hat gemäß Artikel 1, 2, 4 und 5 und dem Anhang des Fünften Teils des Überleitungsvertrags die Aufgabe,
a) nach Schmucksachen, Silberwaren und antiken Möbeln sowie nach Kulturgütern zu forschen, sie zu erfassen und zu restituieren, sofern diese Wertgegenstände während der Besetzung eines Gebiets von den Truppen oder Behörden Deutschlands oder seiner Verbündeten oder von deren einzelnen Mitgliedern zwangsweise entfernt worden waren und die weiteren in Artikel 1 des Fünften Teils des Überleitungsvertrags näher umschriebenen Voraussetzungen vorliegen,
b) entsprechend den Bestimmungen des Artikels 4 des Fünften Teils des Überleitungsvertrags Restitutionsberechtigte für zu restituierende Sachen zu entschädigen, die nach ihrer Identifizierung in Deutschland, aber vor Rückgabe an den Restitutionsberechtigten entweder in Deutschland verwendet oder verbraucht worden, oder vor ihrem Eingang bei der den Anspruch erhebenden Regierung oder bei einer zuständigen Dienststelle einer der Drei Mächte zwecks Ablieferung an den Restitutionsberechtigten zerstört oder gestohlen worden oder abhanden gekommen sind.
Das Bundesamt gehört zum Geschäftsbereich des Bundesministers der Finanzen. Es hat seinen Sitz in Bad Homburg v.d.H., Louisenstraße 63. Für das Verfahren für die Anmeldung und Bearbeitung von Ansprüchen auf Grund der Artikel 1, 2, 4 und 5 des Fünften Teils des Überleitungsvertrags und für die Befriedigung von auf solchen Ansprüchen beruhenden Entscheidungen gelten die Bestimmungen des Anhangs zum Fünften Teil dieses Vertrags.
Der Bundesminister des Auswärtigen

Der Bundesminister der Finanzen
Fußnote,
Absatz 2 Kursivdruck: Jetzt Frankfurt/Main, Adickesallee 32“

Die Äußere Restitution beruhte auf dem allgemeinen Völkerrecht und setzte keine spezifisch nationalsozialistische Verfolgung voraus. Dennoch ist sie Teil der deutschen Wiedergutmachungspolitik. Gegen die Entscheidungen des Bundesamtes konnte die 1971 aufgelöste Schiedskommission für Güter, Rechte und Interessen in Deutschland angerufen werden. Nach der Einschätzung von Walter Schwarz war die wirtschaftliche Bedeutung der Äußeren Restitution nicht erheblich.
Einzelheiten über den Umfang der vom Bundesamt geleisteten Arbeit kann man der Antwort der Bundesregierung vom 27. Juni 1997 auf eine Kleine Anfrage mit dem Thema Beutekunst entnehmen. Das Bundesamt, dessen Arbeit im Wesentlichen als abgeschlossen galt, ist im Zuge der in den 2010er-Jahren verstärkten Auseinandersetzung mit der Raubkunst wieder in das öffentliche Interesse gerückt.
Am 1. Juli 2019 wurde das BAR nach einer Rahmenvereinbarung zwischen dem Bundesministerium der Finanzen (BMF) und der Beauftragten der Bundesregierung für Kultur und Medien (BKM) aus dem Geschäftsbereich des BMF in den Geschäftsbereich der BKM überführt.

## Behördenbezeichnung in anderen Sprachen
- englisch Federal Office for External Restitution
- französisch Office fédéral des restitutions externes
- spanisch Oficina Federal de Restituciones Exteriores[10]